# Episodi de L'arca del dottor Bayer (prima stagione)
La prima stagione della serie televisiva L'arca del dottor Bayer è stata trasmessa in anteprima in Germania dalla ZDF tra il 23 gennaio 1985 e il 27 marzo 1985.
| nº | Titolo originale | Titolo italiano | Prima TV Germania | Prima TV Italia |
| -- | ---------------- | --------------- | ----------------- | --------------- |
| 1  | Mikki            |                 | 23 gennaio 1985   |                 |
| 2  | Mohrle           |                 | 30 gennaio 1985   |                 |
| 3  | Komet            |                 | 6 febbraio 1985   |                 |
| 4  | Caesar           |                 | 13 febbraio 1985  |                 |
| 5  | Ally             |                 | 20 febbraio 1985  |                 |
| 6  | Erna             |                 | 27 febbraio 1985  |                 |
| 7  | Aki              |                 | 6 marzo 1985      |                 |
| 8  | Rudi             |                 | 13 marzo 1985     |                 |
| 9  | Rikki            |                 | 20 marzo 1985     |                 |
| 10 | Hasso            |                 | 27 marzo 1985     |                 |